# Associació d'Atletisme d'Oceania
L'Associació d'Atletisme d'Oceania (en anglès, OAA, Oceania Athletics Association) és la institució que representa a les federacions nacionals d'atletisme d'Oceania a nivell competitiu davant la IAAF. Així mateix és la responsable d'organitzar periòdicament les competicions continentals corresponents.
Antigament tenia la seva seu a la ciutat de Hermit Park (Austràlia) però actualment la té a Varsity Parade. Compta amb 20 federacions nacionals afiliades i el seu president és Robin Sapong Eugenio, de les Illes Mariannes Septentrionals (2022).

## Història
Es fundà el 21 d'agost de 1969, amb el nom as Oceania Amateur Athletic Organization (OAAA), a la ciutat de Port Moresby (Papua Nova Guinea). El 1990 és realitzà el primer Campionat d'Oceania d'Atletisme a la ciutat de Suva (Fiji). El febrer de 2007 es va canviar el nom per l'actual.

## Federacions nacionals
El 2022 comptava amb l'afiliació de 20 federacions nacionals.
| - Austràlia - Illes Cook - Fiji - Guam - Kiribati | - Illes Mariannes Septentrionals - Illes Marshall - Micronèsia - Nauru - Illa Norfolk | - Nova Zelanda - República de Palau - Papua Nova Guinea - Polinèsia Francesa - Illes Salomó | - Samoa - Samoa Nord-americana - Tonga - Tuvalu - Vanuatu |